# Thenjiwe Mtintso
Thenjiwe Mtintso (Soweto, 7 novembre 1950) è una politica sudafricana.

## Origini
Thenjiwe Mtintso è nata il 7 novembre 1950 a Soweto, luogo dove è anche cresciuta. Sua madre, Hanna Mtintso, era una domestica e suo padre, Gana Makabeni, era un sindacalista e membro dell'African National Congress. Quando la famiglia Mtintso fu costretta a fronteggiare problemi economici, ciò compromise l'istruzione di Thenjiwe, la quale iniziò a lavorare in diverse industrie per finanziare i propri studi part-time alle scuole superiori e all'Università di Fort-Hare.

## Vita politica

### Prime attività ed esilio
All'Università divenne una studentessa attivista nella South African Student Organisation (SASO) e nel Black Consciousness Movement (BCM). Questa sua posizione la portò all'espulsione dall'Università e a diversi periodi di detenzione dalla polizia negli anni settanta. È stata anche bandita in numerose occasioni a causa delle sue attività di organizzatrice politica e giornalista del Daily Dispatch Newspaper
Dopo essere stata arrestata e torturata dalla polizia di sicurezza, Thenjiwe Mtintso fu costretta all'esilio nel 1978, dove si unì all'ANC e all'Umkhonto weSizwe (MK). Partecipò all'addestramento militare , durante il quale aveva dimostrato di essere all'altezza di divenire un comandante del MK. Fu quindi inviata ad addestrarsi ulteriormente a Cuba nella “Fé del Valle” School.

### Il ritorno in Sudafrica
La Mtintso è rimasta in esilio fino al 1992, anno in cui è tornata in Sudafrica. Qui è stata nominata nel Transitional Executive Committee; è poi stata una partecipante attiva nei negoziati per la Convenzione per un Sudafrica Democratico (CODESA). Dopo le prime elezioni democratiche nell'Aprile del 1994, è stata nominata Membro del Parlamento ANC. Successivamente, è divenuta presidente della Commissione per l'Uguaglianza di Genere nel 1997, oltre che presidente del consiglio di Gender Links.
Un anno dopo è stata eletta Vicesegretario Generale dell'ANC. Thenjiwe Mtintso è anche stata membro del Comitato Centrale del South African Communist Party (SACP). Intanto, ha conseguito un Master in Arti (MA) all'Università di Witwatersrand nel 1998. 

### Cariche internazionali
Nel 2007 ha ricevuto la carica di Ambasciatore del Sudafrica a Cuba e, nel 2010, Ambasciatore del Sudafrica in Italia, incarico mantenuto fino all'aprile del 2013. Nell'ottobre 2012 l'Ambasciatore Mtintso ha accolto nella città di Reggio Emilia il Vice Presidente del Sudafrica Kgalema Motlante per celebrare i 35 anni di solidarietà tra la città italiana e la lotta contro l'apartheid.
Attualmente ricopre la carica di Ambasciatore del Sudafrica per la Romania. 